# Громовы
«Гро́мовы» — российский 12-серийный фильм 2006 года производства кинокомпании «ФильмПро» в жанре семейной саги.

## Сюжет
1-я серия
В конце 70-х в шахтерском поселке Каменка живет семья Громовых: Мария, Федор и их дети — Настя, Саша, Сава, маленький Никитка. Громовым немного завидуют — уж больно крепкая семья. Но есть у этой семьи тайна, о которой не говорили и не вспоминали, пока не случилось так, что Настю полюбили два самых лучших в поселке парня — Семен и Павел. Девушка выбрала Павла, не догадываясь, что он — ее брат…
2-я серия
На шахте, где работает Федор, происходит авария. Погибает отец Семена. Молодому человеку приходится бросить школу, чтобы помогать матери. Он по-прежнему преследует Настю своей любовью, но та увлечена Павлом. Родители обеспокоены этой дружбой, но рассказать, что Настя и Павел — брат с сестрой, не решаются. Трудный разговор откладывают на потом, да и стоит ли говорить правду, ведь после выпускного молодые люди разъедутся: Настя — в Иркутск, Павел — в Москву. Однако Семен не может больше ждать — он слишком сильно любит Настю! Юноша подпаивает Павла, чтобы показать Насте, что он за человек. Но когда понимает, что все его усилия бесполезны, делает отчаянный шаг — насилует Настю.
3-я серия
Каменка взбудоражена последними событиями: Федор убит, а Семен арестован. Жители поселка просят Марию забрать заявление с обвинениями в адрес Семена. Но для Громовых «достоинство» и «любовь» не пустые слова: Федор погиб, вступившись за честь дочери! На суде Семен просит у Насти прощения, но изменить что-либо ни он, ни она уже не в силах. Приговор вынесен: Семен виновен и должен отправиться в колонию. Там же он получает дополнительный срок за убийство сокамерника. Справедливость восстановлена, но перемирия не наступает. От Громовых в поселке отворачиваются. Мария решает, что должна вместе с детьми уехать из Каменки.
4-я серия
Громовы опять вместе. В их семье прибавление — родился брат Ванечка. Но ехать дальше в Москву, как они задумали, нельзя — у Насти украли деньги и документы. Мария принимает решение остаться: Настя в Каменку не вернется, а Громовы порознь жить не могут. Новый город — новые проблемы: где жить и на что жить. Временно они устраиваются в доме, где идет ремонт. Хозяин дома Ашот не возражает против их присутствия. Кажется, что наступает пусть хрупкое, но равновесие в жизни семьи. Саша и Сава идут в школу, Настя устраивается уборщицей в магазин все к тому же Ашоту. Но денег катастрофически не хватает. К тому же братьям в школе сообщают, что каждую неделю они должны платить «оброк» — таков порядок…
5-я серия
Ашоту очень нравится Настя, но она не обращает на него внимания. Тогда Ашот ставит условие: либо девушка будет к нему благосклонна, либо он выгонит Громовых из дома. Долг Саши и Савки растет. Сашу регулярно избивает Береза — он спортсмен и намного сильнее сына Марии. Чтобы справиться с таким врагом, Саша решает записаться в спортивную секцию, где тренируется Береза. Его тренером становится Лукич, в прошлом известный боксер. Он открывает в Саше настоящий боксерский талант.
6-я серия
Саша упорно тренируется. Он хочет в самое кратчайшее время попасть в сборную Союза. Юноша — талантливый спортсмен, тренер им гордится и прочит большое будущее. Но для Саши бокс — это в первую очередь возможность обеспечить семью: на соревнованиях и сборах дают талоны на питание, которые он меняет на деньги. Савка, чтобы раздобыть денег, начинает играть в пристенок с уличными ребятами. Оказывается, что в азартных играх он очень удачлив. Необычного паренька замечает местный криминальный авторитет Толян.
7-я серия
В Никольск приезжает бывший сосед Громовых Григорий, который привозит деньги за проданный дом. Мария решает отнести деньги в сберкассу, чтобы до поры до времени они лежали там. Громовы наконец-то смогут подыскать себе жилье. Но на сберкассу совершается налет, во время которого грабители отнимают деньги у Марии, а ее ранят ножом. У Толика с бандитами идет серьезная игра. Савка, как учил его Толян, отвлекает внимание игроков, и мужчине удается подменить карты. Ставки растут. Бандиты нервничают и задерживают Савку, так как догадываются, что он может быть «засланным казачком»…
8-я серия
Мария умирает. После похорон Саше предлагают поступить в спортивный интернат. Он отказывается, так как теперь должен заботиться о братьях и сестре. К Громовым приходит комиссия из органов опеки, чтобы забрать Саву и Никиту в детдом, а младшего Ванечку — в дом малютки. Громовы не могут представить, что им придется расстаться.
9-я серия
Ваню везут в дом малютки. Мальчика хотят усыновить Ирина и Сергей Соколовы. Наступает вечер, но машина с ребёнком так и не приходит. Начинается буран, шофер сбивается с пути. Почувствовав неладное, Настя просит Ашота отвезти ее в город в дом малютки. В колонии Саша знакомится с Митей, мальчиком из благополучной семьи, который попал в это заведение скорее для профилактики: его сюда отправил отчим, чтобы не повадно было спекуляциями заниматься. Митя уверен, что долго он здесь не задержится. Но выжить ему будет непросто, уж больно он не понравился главному в их отряде, хулигану Синяку. Саша встает на защиту слабого…
10-я серия
Машину, которая попала в буран, находят. Ване срочно требуется операция. Ирина Соколова просит директора дома малютки ускорить оформление документов для усыновления мальчика. Эта просьба ставит директрису в затруднительное положение: Настя тоже добивается опекунства над братьями…
11-я серия
В детский дом к Савке приезжает Фурлет, милиционер из Никольска. Он уверяет Савку, что поможет ему забрать у Толика деньги Громовых, которые бандиты украли у Марии. Савка решается поехать с Фурлетом… Настя празднует свой день рождения. Для комиссии из органов опеки у нее все готово: положительные характеристики, справка о доходах, отремонтированная большая комната в общежитии…
12-я серия
Никита находит деньги в книге, которую Толик подарил Савке. Савелий решает передать деньги сестре. Мальчишки вдвоем убегают из детдома. В колонию приходит постановление о досрочном освобождении Мити Дербаремдикера и Громова — родители Мити хлопотали за ребят. Но Синяк не собирается так просто отпускать счастливчиков. Настя встречает в церкви Ирину Соколову, которая крестит ребёнка, и узнает в мальчике Ваню.

## Съёмочная группа
- Режиссёр: Александр Баранов
- Авторы сценария: Алексей Винокуров, Бахыт Килибаев и Александр Баранов
- Продюсер: Тимур Бекмамбетов, Александр Роднянский, Игорь Толстунов, Алексей Кублицкий, Николай Попов, Константин Эрнст, Анатолий Максимов, Джаник Файзиев
- Композитор: Ирина Туманова
- Режиссёры монтажа: Ольга Гриншпун, Ольга Петрусевич

## В ролях
| Актёр                 | Роль                                     |
| --------------------- | ---------------------------------------- |
| Сергей Маховиков      | Фёдор Громов                             |
| Лариса Шахворостова   | Мария Громова                            |
| Глафира Тарханова     | Настя Громова                            |
| Василий Лыкшин        | Саша Громов                              |
| Василий Прокопьев     | Савка Громов                             |
| Павел Бендюк          | Никита Громов (в 1-й части)              |
| Иван Денисов          | Никита Громов (во 2-й части)             |
| Иван Стебунов         | Семён                                    |
| Игорь Савочкин        | Толян                                    |
| Сергей Север (певец)  | Матвей                                   |
| Александр Цуркан      | милиционер Фурлет                        |
| Григорий Багров       | шахтёр Григорий (друг Фёдора)            |
| Игорь Высоцкий        | тренер по боксу Лукич                    |
| Алексей Маклаков      | водитель Дома малютки                    |
| Виктор Супрун         | «Рябой»                                  |
| Геннадий Козлов       | Квасцов                                  |
| Олег Харитонов        | учитель биологии                         |
| Владимир Жеребцов     | Павел                                    |
| Татьяна Митиенко      | Михайловна                               |
| Анатолий Дзиваев      | Лёня Красноярский                        |
| Нина Персиянинова     | директор Дома малютки                    |
| Юрий Мосейчук         | Дербаремдикер                            |
| Екатерина Васильева   | Марта Валишевская                        |
| Инга Оболдина         | Геля                                     |
| Бибигуль Суюншалина   | Файка, дочь Гели                         |
| Владимир Меньшов      | Андреич, хозяин пивной                   |
| Дмитрий Муляр         | Василий Майоров, участковый милиционер   |
| Владимир Толоконников | Пахомыч                                  |
| Константин Юшкевич    | Соколов, руководитель оборонного объекта |

## Саундтрек
- 01. Ты не пой, соловей (исполняет Максим Трошин)
- 02. Счастливое детство
- 03. Авария
- 04. Мария. Роды
- 05. Громовы готовятся к войне
- 06. Когда мы были на войне
- 07. Криминальные элементы
- 08. Анастасия

## «Громовы. Дом надежды»
В 2007 году вышло продолжение сериала под названием «Громовы. Дом надежды». 1979 год, Настя, Саша, Сава и Никита приезжают в Москву, узнав, что бабушка оставила дом в наследство, однако его заняла родственница, которая не приемлет Громовых, но несмотря на это, семья не остаётся без крыши над головой. Однако через год, перед Олимпиадой, поступил приказ выселить все «неблагонадёжные элементы» из Москвы за 101-й километр, в числе которых оказались и Громовы.